# Польская старокатолическая церковь
Польская старокатолическая церковь (пол. Kościół Starokatolicki w RP) — независимая старокатолическая польская община. Главой Церкви является епископ Марек Кордзик, его викарием (заместителем) Роман Кот. 2 июня — праздник дня основания Церкви.

## История

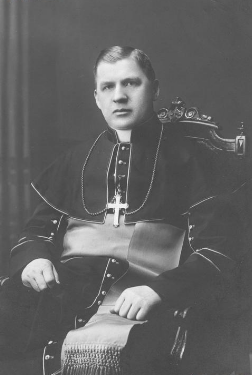
Eпископ Владислав Фарон

Польская старокатолическая церковь была основана в 1933 году, но до этого онa былa частью Польской национальной католической церкви в Соединённых Штатах. Польская национальная католическая церковь, старокатолическая польская община в США, которая была создана в 1897 году, былa образована группой американских католиков польского происхождения, несогласных с доминацией немцев и ирландцев в местной католической иерархии. За церковный раскол они были отлучены от католической церкви, но продолжали сохранять католические обряды, ориентируясь на старокатоликов. К числу литургических особенностей относятся отмена целибата и богослужения на польском языке.
В 1922 году Польская национальная католическая церковь начала работу в Польше и её начальником был епископ Владислав Фарон. Впоследствии Фарон поссорился со своим руководителем и произошёл раскол в Польской национальной католической церкви. В 1933 году окончательно сформировывается Польская старокатолическая церковь. Церковь подвергалась преследованиям во время правления коммунистов, а в 1965 году онa былa в конечном итоге запрещена. Верующие молились в подполье, часто рискуя своей жизнью. Только в 1996 году церковь была легализована.

### Епископы
Епископом может быть любой священнослужитель, избранный на Синоде и рукоположённый тремя епископами, которые имеют несомненное апостольское преемство. Сейчас апостольское преемство Церкви происходит от Старокатолической мариавитской церкви и Польской национальной католической церкви.
Руководители Церкви:
- Владислав Фарон (1933—1948)
- Зигмунт Шиполд (1948—1965)
- Богдан Филиппович (1965—1993)
- Войцех Колм (1993—2006)
- Марек Кордзик (с 2006)

## Доктрина и практика

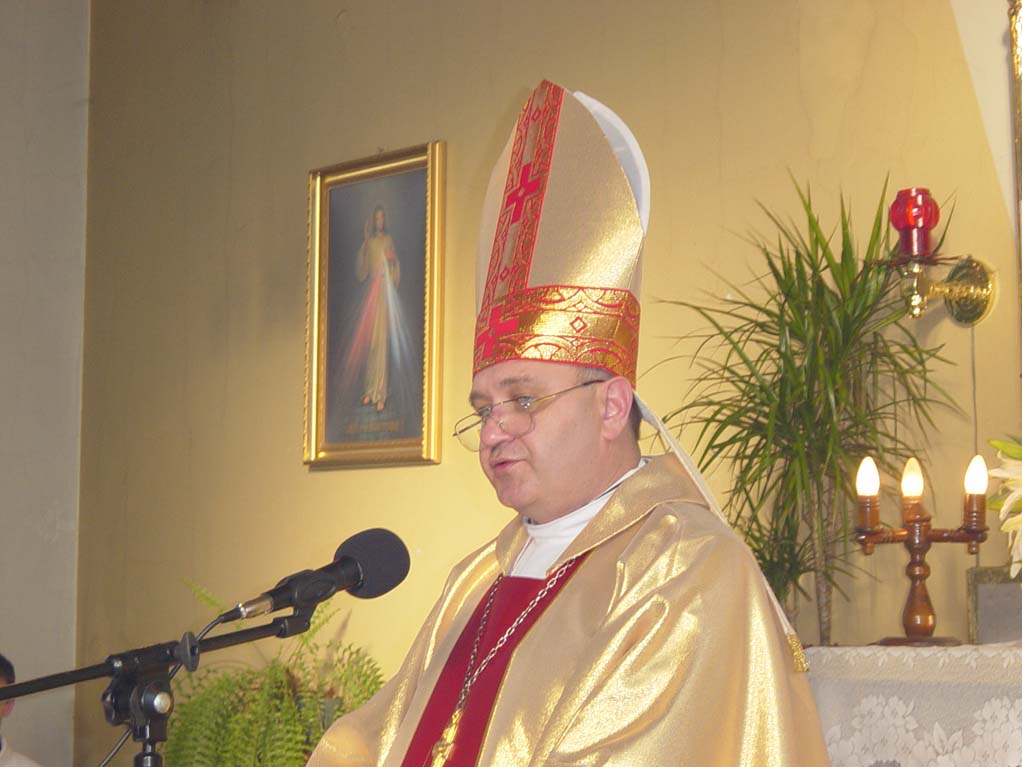
Eпископ Марек Кордзик

Вероучение базируется на Библии и Священном Предании, которое включает в себя постановления Вселенских Соборов. Базовые положения вероучения изложены в Катехизисе Церкви, каноническое право систематизировано и изложено в Кодексе канонического права. Польская старокатолическая церковь отрицает догматы, принятые Римско-Католической Церкви, а именно догмат непогрешимости Римского папы, который был принят на I Ватиканском соборе.
B настоящее время существуют две формы обряда: Тридентского собора (переведена на польский язык) и II Ватиканского соборa. Священниками этой церкви могут быть только мужчины. Польская старокатолическая церковь полагает брак богоучреждённым пожизненным союзом мужчины и женщины. Исповедь строго обязательна для всех раз в год (даже если нет тяжких грехов), а также в случае тяжёлого греха (имея на совести тяжёлый грех до исповеди нельзя приступать к причастию). Исповедание грехов обычно происходит в специальной кабине, называемой исповедальней или конфессионалом. В Церкви вслед за Католической традицией используется для причастия пресный хлеб (тело Спасителя) и вино (кровь Спасителя).

## Структура

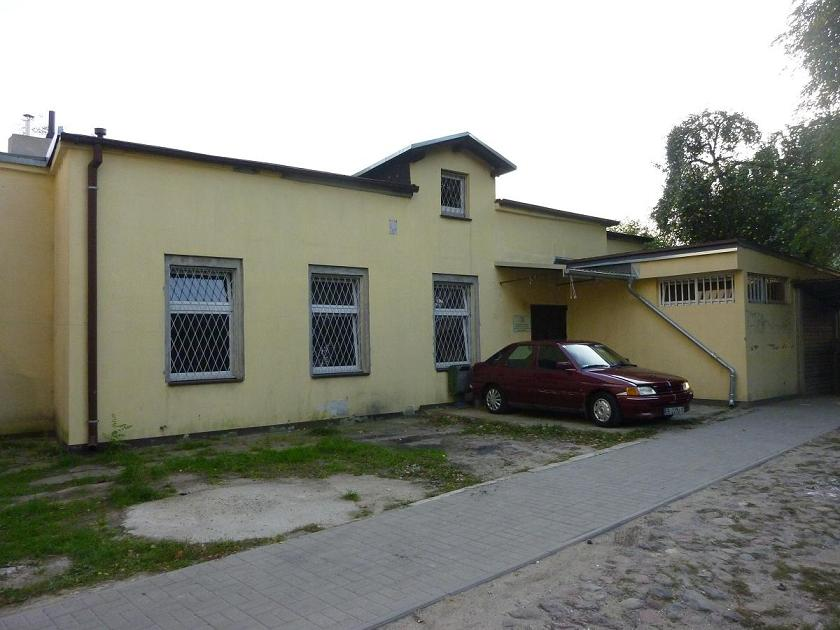
Церковь Святого Креста в городе Лодзь

В Польской старокатолической церкви действует только одна епархия и 4 прихода. Численность верующих составляет около 1200 человек. Высшая власть в Церкви — Генеральный Синод, который собирается раз в шесть лет. Все священники принимают важные решения вместе во время церковного совета, один раз в шесть месяцев. Крупнейший приход находится в Лодзи (административный центр церкви), там живёт 500 верующих. В настоящее время в Церкви один епископ. Священники и епископы не имеет никаких обязательств безбрачия. Церковь имеет духовную семинарию в Лодзи, семинаристы учатся в Христианской Богословской Академии в Варшаве.
- Приход Падре Пио в городе Бытом, пастор: Роман Кот
- Приход Божией Матери Неустанной Помощи в городе Дзялы Чарновске, пастор: eпископ Марек Кордзик
- Приход Святого Креста в городе Лодзь, пастор: Казимир Доротинский
- Приход Иисуса Христа в городе Варшава, пастор: Михаил Хасинский